# Daniel Castellani

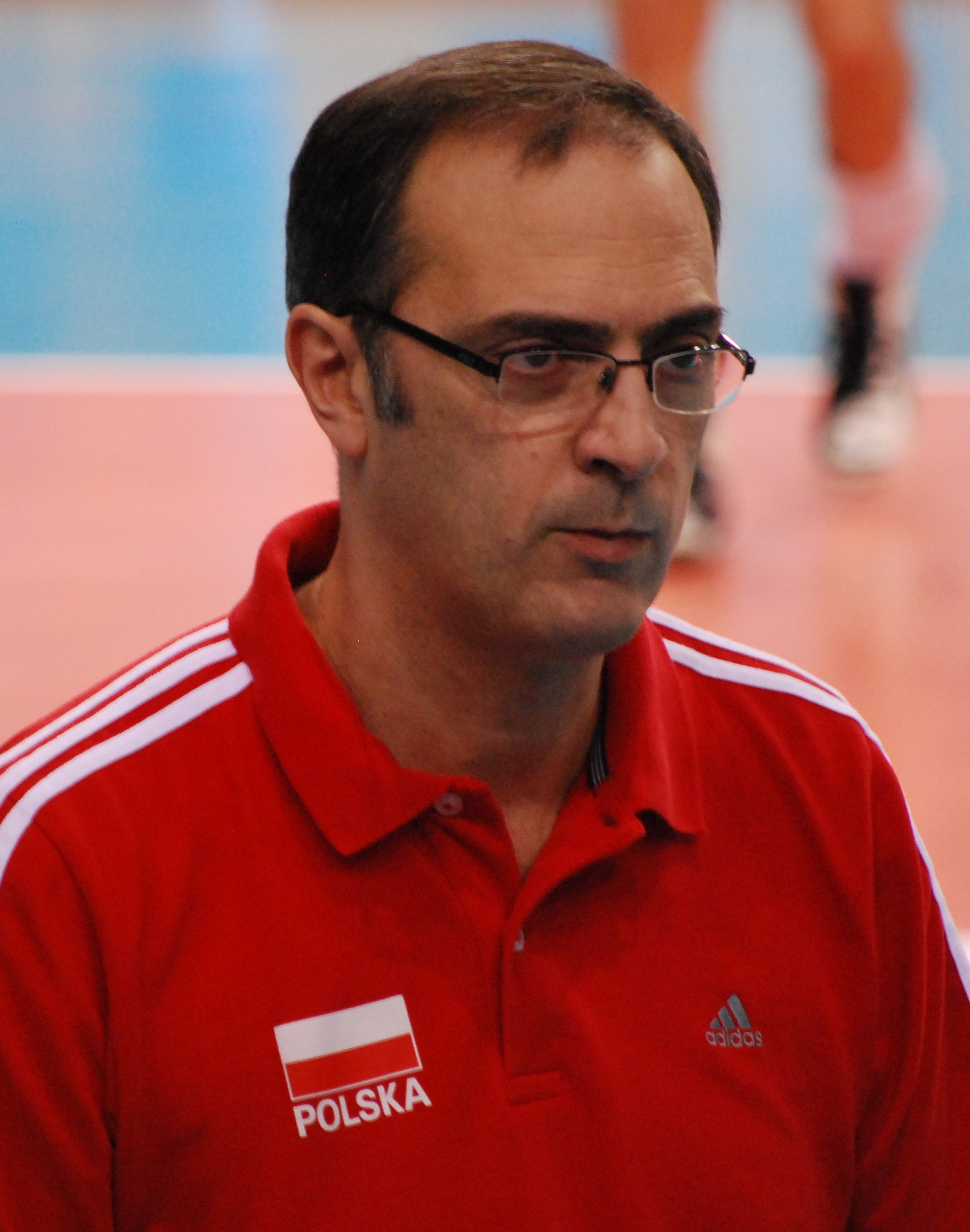
Daniel Castellani trenerem reprezentacji Polski

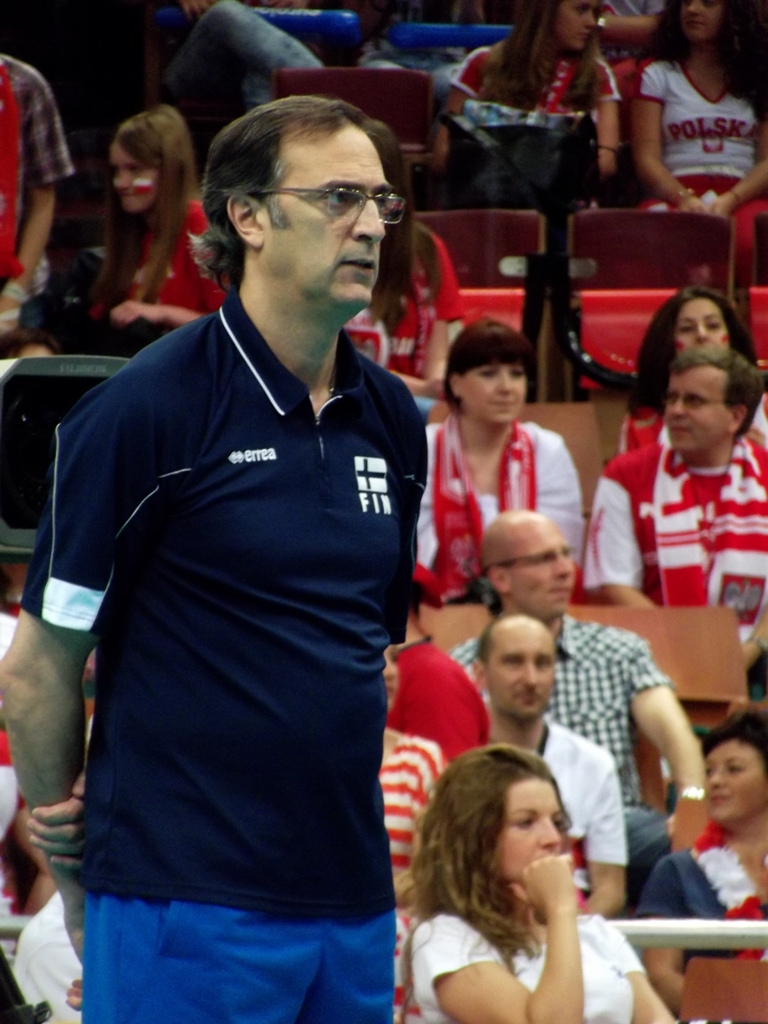
Daniel Castellani trenerem reprezentacji Finlandii

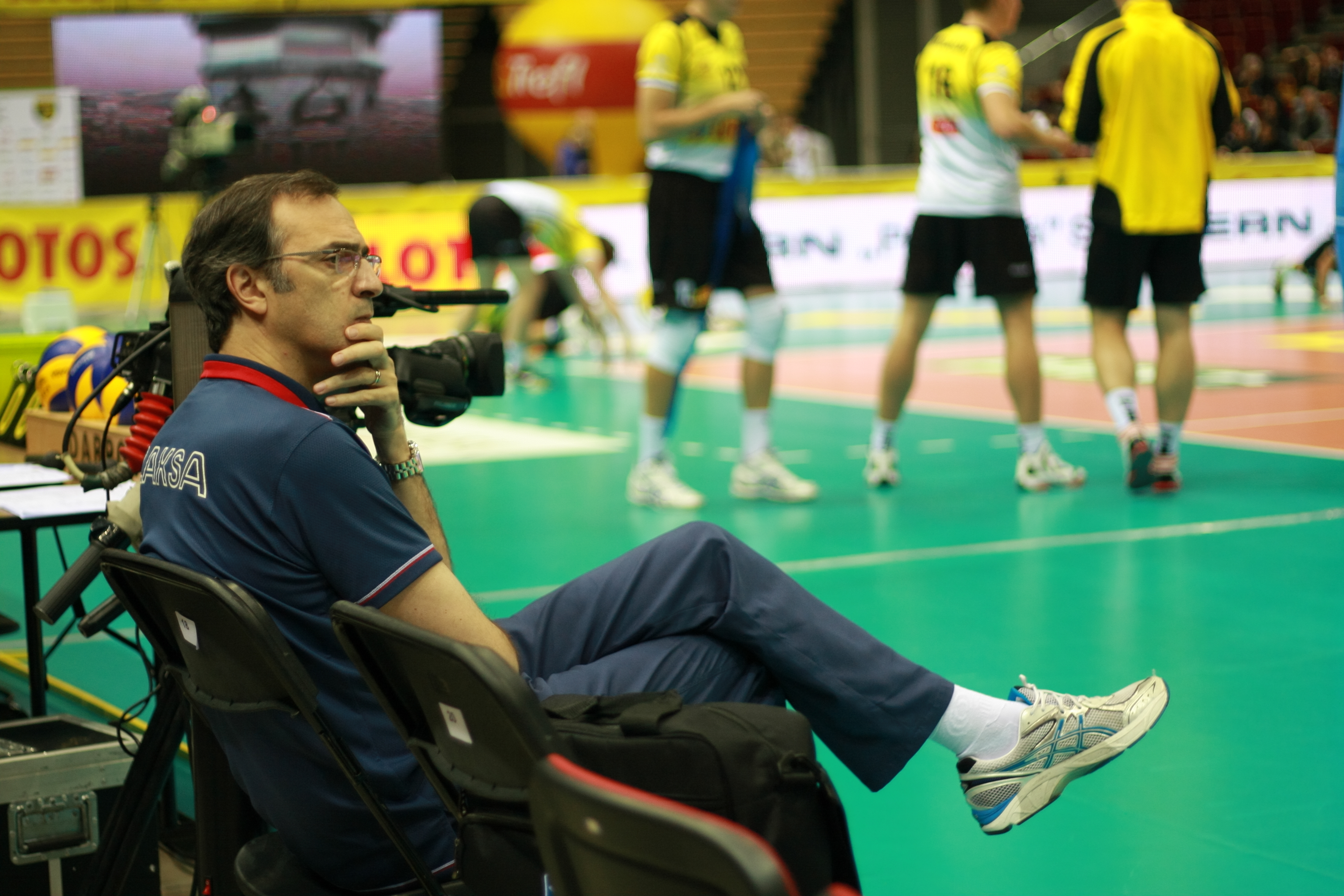
Daniel Castellani trenerem ZAKSY Kędzierzyn-Koźle

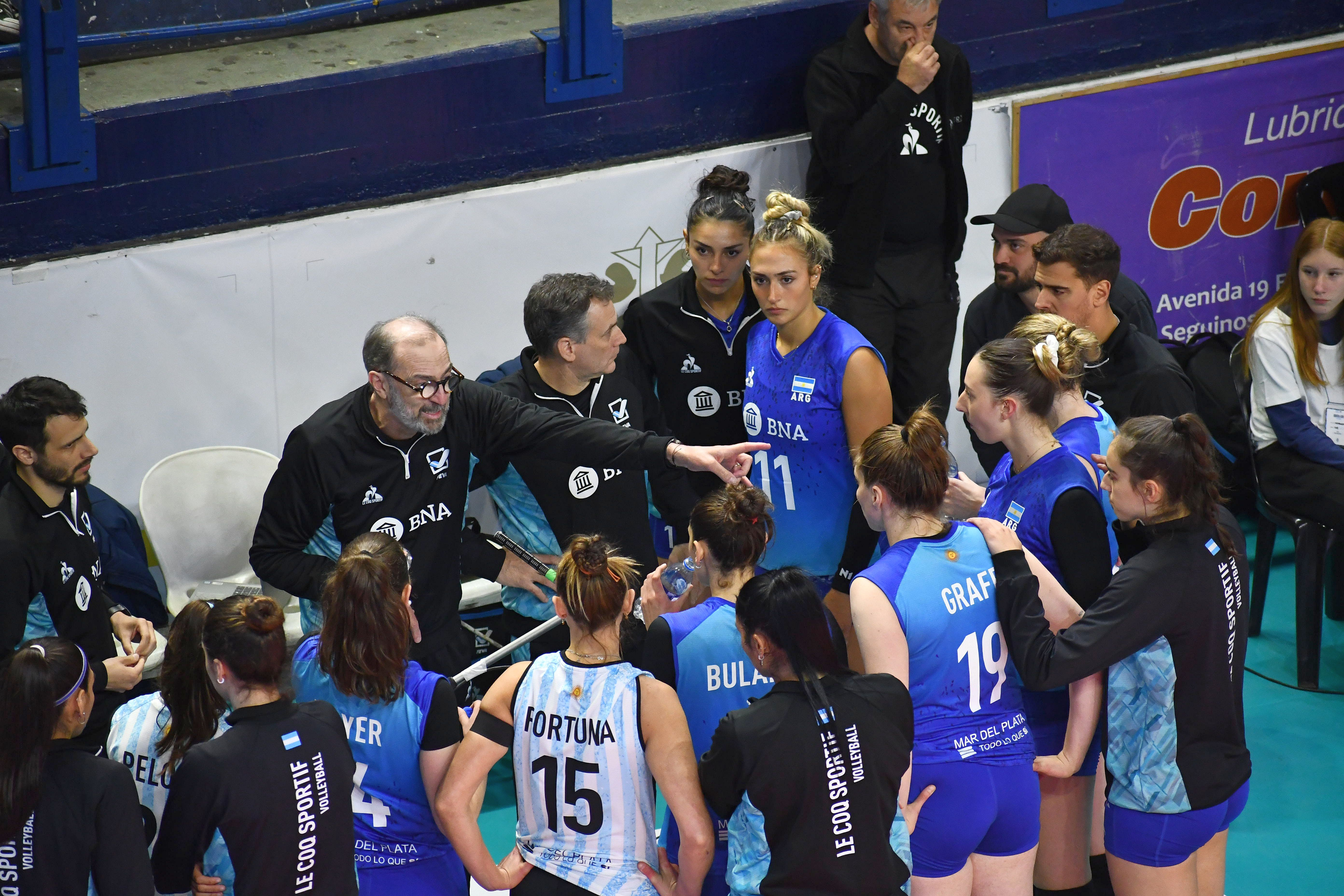
Daniel Castellani trenerem kobiecej reprezentacji Argentyny

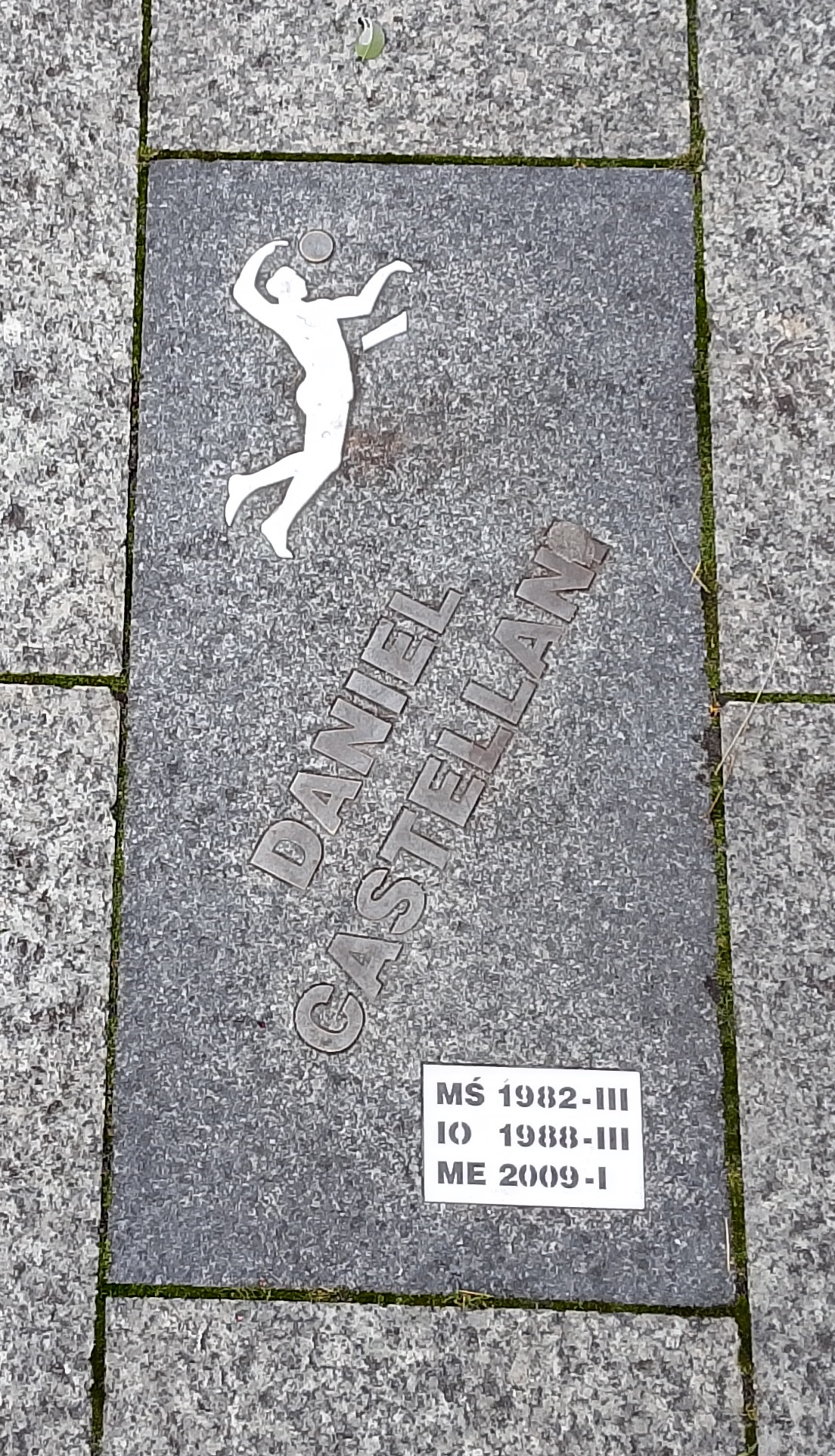
Tablica w Siatkarskiej Alei Gwiazd w Bełchatowie.

Daniel Jorge Castellani (ur. 21 marca 1961 w Buenos Aires) – argentyński siatkarz i trener, od 17 stycznia 2009 do 25 października 2010 trener polskiej reprezentacji mężczyzn w piłce siatkowej. Wcześniej m.in. szkoleniowiec Skry Bełchatów (od sierpnia 2006 do maja 2009). Dnia 2 lutego 2011 podpisał kontrakt z tureckim zespołem Fenerbahçe SK, tego dnia został również selekcjonerem reprezentacji Finlandii. Castellani prowadził fińską reprezentację do igrzysk olimpijskich w Londynie.

## Życiorys
13 września 2009, po niespełna 9 miesiącach pełnienia funkcji trenera reprezentacji Polski, zdobył z nią pierwszy w historii polskiej siatkówki złoty medal mistrzostw Europy, mimo że nie miał do swojej dyspozycji kilku kluczowych graczy (Świderskiego, Wlazłego i Winiarskiego), zmagających się w tym czasie z kontuzjami. Na Mistrzostwach Świata we Włoszech doszedł z Polską do 2 rundy. Tam jego drużyna przegrała z Brazylią oraz z Bułgarią i odpadła z turnieju. 1 października 2010 roku, po porażce Polaków z Bułgarami na Mistrzostwach Świata i po tym jak Polska odpadła już w drugiej rundzie, podał się do dymisji.
14 września 2009 „za wybitne zasługi dla rozwoju polskiego sportu, za osiągnięcia w pracy szkoleniowej” prezydent RP Lech Kaczyński nadał mu Krzyż Oficerski Orderu Odrodzenia Polski. Dekoracji w imieniu prezydenta dokonał dzień później premier RP Donald Tusk.
25 października 2010 po głosowaniu członków Prezydium PZPS-u Daniel Castellani został zwolniony z funkcji trenera reprezentacji Polski.
Żonaty z Silviną, mają dwójkę dzieci: córkę Arianę i syna siatkarza Ivana.
Dnia 24 września 2009 roku decyzją Rady Miejskiej w Bełchatowie otrzymał tytuł Honorowego Obywatela Miasta Bełchatowa.

## Kariera zawodnicza

### Osiągnięcia klubowe
- Obras Sanitarias
- Minas
- Pallavolo Chieti
  - 1983/1984: Serie A1 (10. miejsce, półfinał play-off)
- Bradesco San Pablo
- Pallavolo Falconara
  - 1985/1986: Zdobywca Pucharu CEV 
  - 1985/1986: Serie A1 (5. miejsce, półfinał play-off)
- San Nicolas
- Zinella Volley Bologna
  - 1987/1988: Finalista Pucharu Europy Zdobywców Pucharów 
  - 1987/1988: Finalista Pucharu Włoch 
  - 1987/1988: Serie A1 (3. miejsce, półfinał play-off)
- Pallavolo Padwa
  - 1988/1989: Finalista Pucharu CEV 
  - 1988/1989: Serie A1 (6. miejsce, ćwierćfinał play-off)
  - 1989/1990: Serie A1 (4. miejsce, półfinał play-off)
  - 1990/1991: Serie A1 (4. miejsce, ćwierćfinał play-off)
- Volley Prato
  - 1991/1992: Serie A2 (2. miejsce, 1/8 play-off, awans do serie A1)
  - 1992/1993: Serie A1 (9. miejsce, 1/8 play-off)

### Osiągnięcia w reprezentacji
Reprezentant Argentyny (1976–1988):
- 1977: Mistrzostwa Świata Juniorów, Brazylia (16. miejsce)
- 1978: Mistrzostwa Świata, Włochy (22. miejsce)
- 1979: Mistrzostwa Ameryki Płd., Argentyna
- 1980: Mistrzostwa Ameryki Płd. Juniorów, Chile
- 1981: Mistrzostwa Ameryki Płd., Chile
- 1982: Mistrzostwa Świata, Argentyna
- 1983: Mistrzostwa Ameryki Płd., Brazylia
- 1984: Igrzyska Olimpijskie, Los Angeles(6. miejsce)
- 1985: Puchar Świata, Japonia (6. miejsce)
- 1986: Mistrzostwa Świata, Francja (8. miejsce)
- 1987: Turniej Kwalifikacji Olimpijskich, Brazylia
- 1987: Mistrzostwa Ameryki Płd., Urugwaj
- 1988: Igrzyska Olimpijskie, Seul

## Kariera trenerska

### Reprezentacja Argentyny
- 1993: Mistrzostwa Ameryki Płd., Argentyna
- 1994: Mistrzostwa Świata, Grecja (11. miejsce)
- 1995:
  - Mistrzostwa Ameryki Płd., Brazylia 
  - Puchar Świata, Japonia (8. miejsce)
  - Igrzyska Panamerykańskie, Mar del Plata
- 1996:
  - Igrzyska Olimpijskie, Atlanta (5. miejsce)
  - Turniej Kwalifikacji Olimpijskich, Buenos Aires
- 1997: Mistrzostwa Ameryki Płd., Venezuela
- 1998: Mistrzostwa Świata, Japonia (11. miejsce)
- 1996–1999: Liga Światowa

### Gioia del Volley
- 2001–2002: Serie A2 (4. miejsce)

### Club Ciudad de Bolívar
- 2002–2003: Mistrzostwo ligi argentyńskiej
- 2003–2004: Mistrzostwo ligi argentyńskiej
- 2004–2005: Finał ligi argentyńskiej

### Skra Bełchatów
- 2006–2007:
  - Mistrzostwo Polski 
  - Puchar Polski
- 2007–2008:
  - Mistrzostwo Polski 
  - Liga Mistrzów 
  - Zdobywca tytułu Trener Roku 2007 w Plebiscycie Siatkarskie Plusy
- 2008–2009:
  - Mistrzostwo Polski 
  - Puchar Polski

### Reprezentacja Polski
- 2009:
  - Liga Światowa (9. miejsce)
  - Memoriał Huberta Jerzego Wagnera 
  - Mistrzostwa Europy, Turcja 
  - Puchar Wielkich Mistrzów, Japonia (4. miejsce)
- 2010: Zdobywca tytułu Trener Roku 2009 w Plebiscycie Siatkarskie Plusy
  - Liga Światowa (10. miejsce)
  - Memoriał Huberta Jerzego Wagnera (3.miejsce)
  - Mistrzostwa Świata, Włochy (13.miejsce)

### Fenerbahçe SK
- 2011: Mistrzostwo Turcji

### Reprezentacja Finlandii
- 2011: Mistrzostwa Europy, Austria/Czechy (8. miejsce)

### ZAKSA Kędzierzyn-Koźle
- 2012–2013:
  - wicemistrzostwo Polski 
  - Puchar Polski 
  - Liga Mistrzów (4. miejsce)